# Niels Bjerre
Niels Jakob Jakobsen Bjerre (* 5. Januar 1864 in Engbjerg, Dänemark; † 19. März 1942 ebenda) war ein dänischer Maler. 
Niels Bjerre kam aus einer westjütischen Bauernfamilie. 1880 zog er nach Kopenhagen, wo er von 1881 bis 1888 die  Kunstakademie besuchte.  Die Sommer verbrachte er  in Jütland, dessen Landschaft und Menschen ihn stark inspirierten, vor allem die tiefreligiösen Fischerfamilien und die barsche Natur, in deren Schilderung er der sozialrealistischen Tradition folgte. 
1892 schloss er sich der Frie Udstilling an, wo er in den folgenden Jahren regelmäßig ausstellte. In den 1890er Jahren wurde er durch die Bilder Van Goghs, die er in Kopenhagen sah, und Vilhelm Hammershøi beeinflusst. 1899 reiste er nach Italien, wo er bis 1901 blieb. 1914 war er in Frankreich, und 1925 und 1926 auf den Färöern. 1930–31 malte er zwölf Landschaftsbilder für die Bibliothek in Lemvig. 
Bilder von Niels Bjerre sind im Staatlichen Kunstmuseum und im Museum Lemvig, das ihm auch einen Gedenksaal gewidmet hat, zu sehen.